# Три копейки
Три копейки — традиционный номинал русской денежной системы, первоначально называвшийся алты́ном или алты́нником (от тат. алты — шесть или тат. алтын — золото).

## Предыстория: алтын
Впервые слово «алтын» встречается в русских летописях 1375 года. В реальной монете алтын долгое время не чеканился и использовался в качестве счетной денежной единицы, связывающего денежные системы нескольких княжеств с разными весовыми нормами денег. После реформы Елены Глинской 1534 года алтын стал равен 6 московским или 3 новгородским деньгам (копейным, то есть, копейкам). Как реальную монету алтын впервые начали чеканить при Алексее Михайловиче в 1654 году из меди. В 1704 году при Петре I началась чеканка алтынников из серебра, которая продолжалась вплоть до 1718 года.

## История чеканки
Монеты с номиналом в 3 копейки впервые были выпущены в ходе денежной реформы 1839—1843 годов. С тех пор монеты номиналом 3 копейки стали традиционным медным номиналом Российской империи, а затем СССР.
С 1839 по 1848 год монеты чеканились исходя из монетной стопы в 16 рублей из пуда меди, с указанием номинала «3 копҍйки серебромъ». На аверсе изображался вензель Николая I.
С 1849 года была изменена монетная стопа до 32 рублей из пуда меди, обозначение номинала было изменено на «3 копҍйки», а на аверсе вместо вензеля императора стал изображаться малый герб Российской империи. В 1867 году вновь была изменена монетная стопа — до 50 рублей из пуда меди, а также оформление аверса и реверса монет. На аверсе вокруг герба была помещена надпись: «Мҍдная россійская монета Три копҍйки». Этот тип монет чеканился до 1917 года.
После начала Первой мировой войны из обращения исчезла золотая, а затем и серебряная монета. К середине 1915 года возник острый недостаток биллонной монеты, а в 1916 году из обращения исчезла и медная монета. Для ликвидации разменного кризиса по постановлению Совета министров от 25 сентября 1915 года в обращение были выпущены марки-деньги, в том числе марка номиналом в 3 копейки. Для изготовления марок были использованы клише почтовых марок к 300-летию дома Романовых. На оборотной стороне помещалась надпись об использовании марок наравне с монетой. Указом от 6 декабря 1915 года в обращение были выпущены разменные казначейские знаки образца 1915 года, в том числе знак номиналом в 3 копейки.
Временным правительством был продолжен выпуск разменных казначейских билетов образца 1915 года, а также марок-денег, в том числе и номиналом в 3 копейки. На оборотной стороне марок вместо герба помещалась крупная цифра номинала.
В СССР чеканка медных разменных монет, в том числе и трёхкопеечной, была начата в 1924 году. Они были выпущены в обращение на завершающем этапе денежной реформы 1922—1924 годов. Для обеспечения потребности в денежных знаках мелких номиналов в связи с недостатком необходимого запаса медной и серебряной монеты были выпущены также бумажные временные боны, в том числе и 3-копеечные. В 1925—1926 годах эти временные боны были изъяты из обращения.
С 1926 по 1957 год 3-копеечные монеты выпускался в более прочном и технологичном медно-алюминиевом сплаве жёлтого цвета, а с 1961 по 1991 год происходила чеканка из латуни. После 1991 года чеканка монет номиналом 3 копейки в России более не возобновлялась.

## Галерея

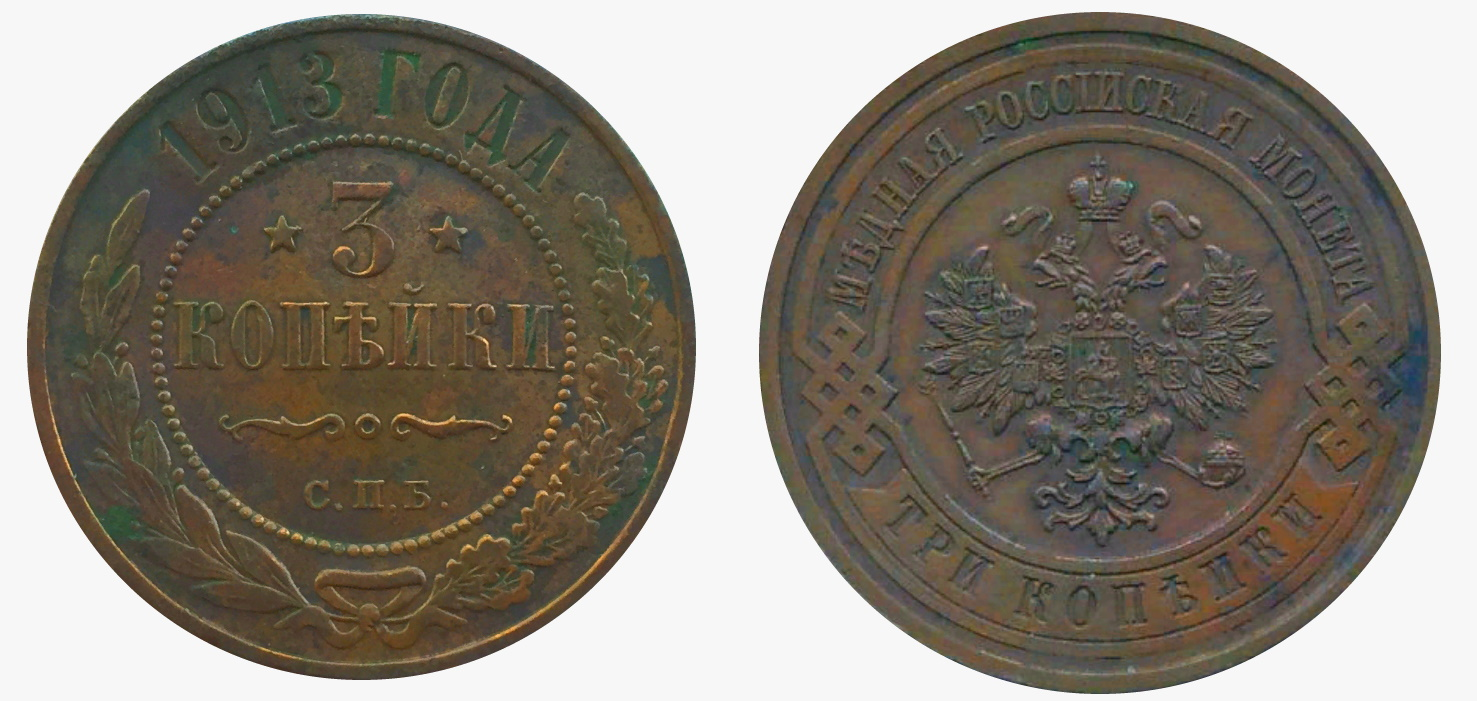
3 копейки, 1913 год
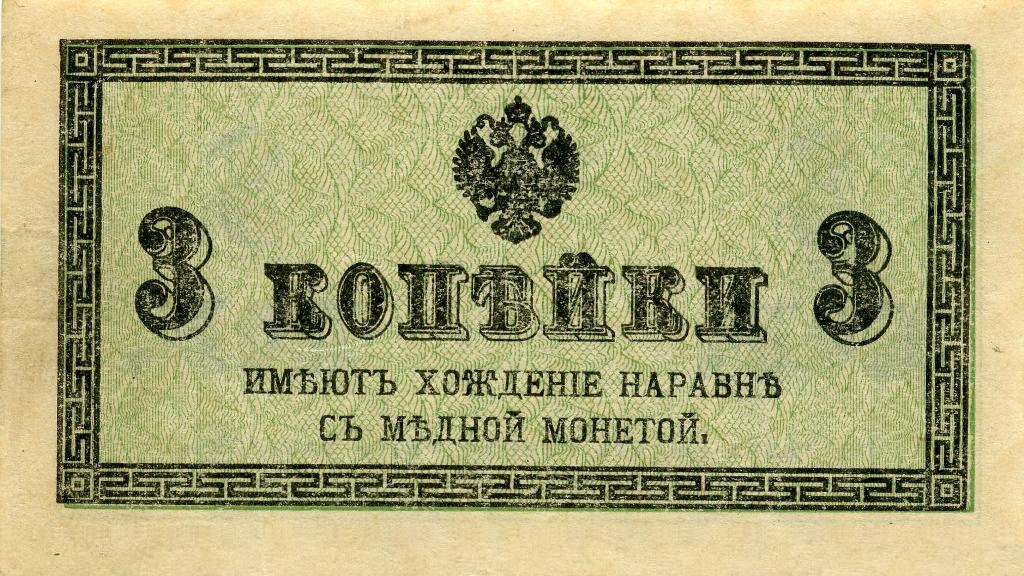
3 копейки, 1915 год (аверс)
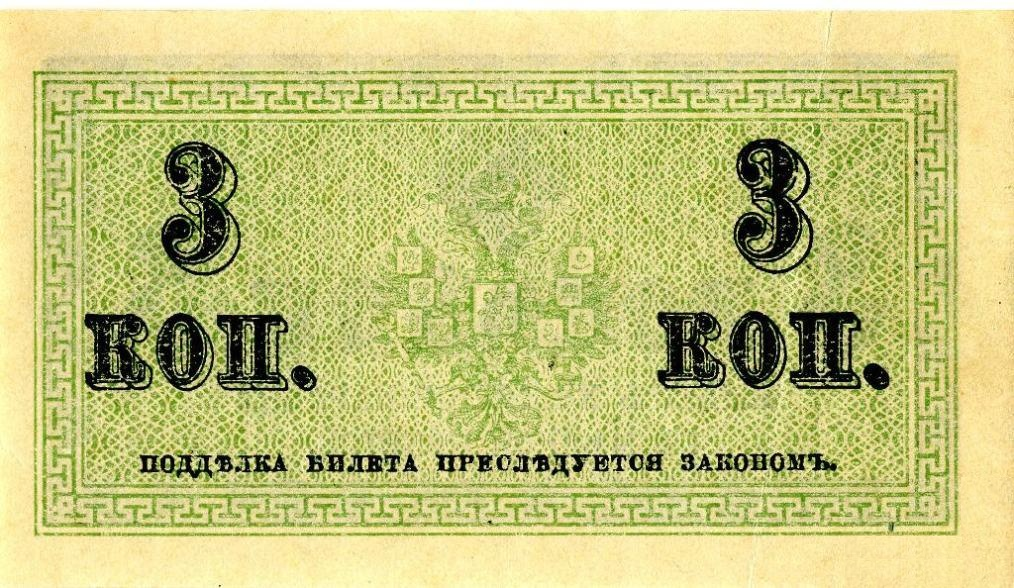
3 копейки, 1915 год (реверс)
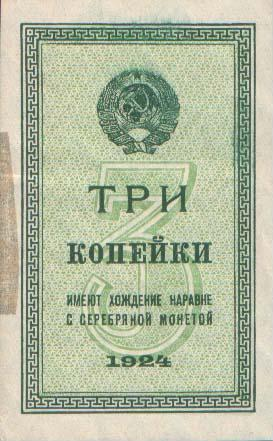
3 копейки, 1924 год (аверс)
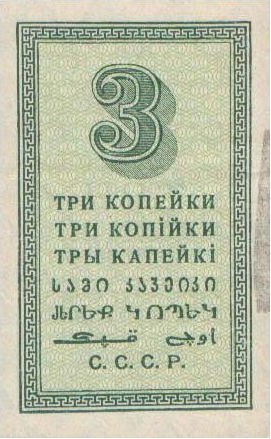
3 копейки, 1924 год (реверс)
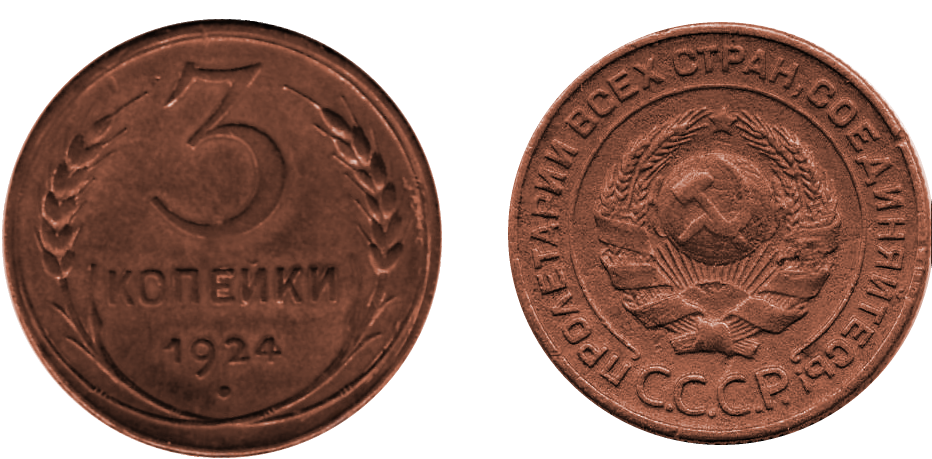
3 копейки, 1924 год
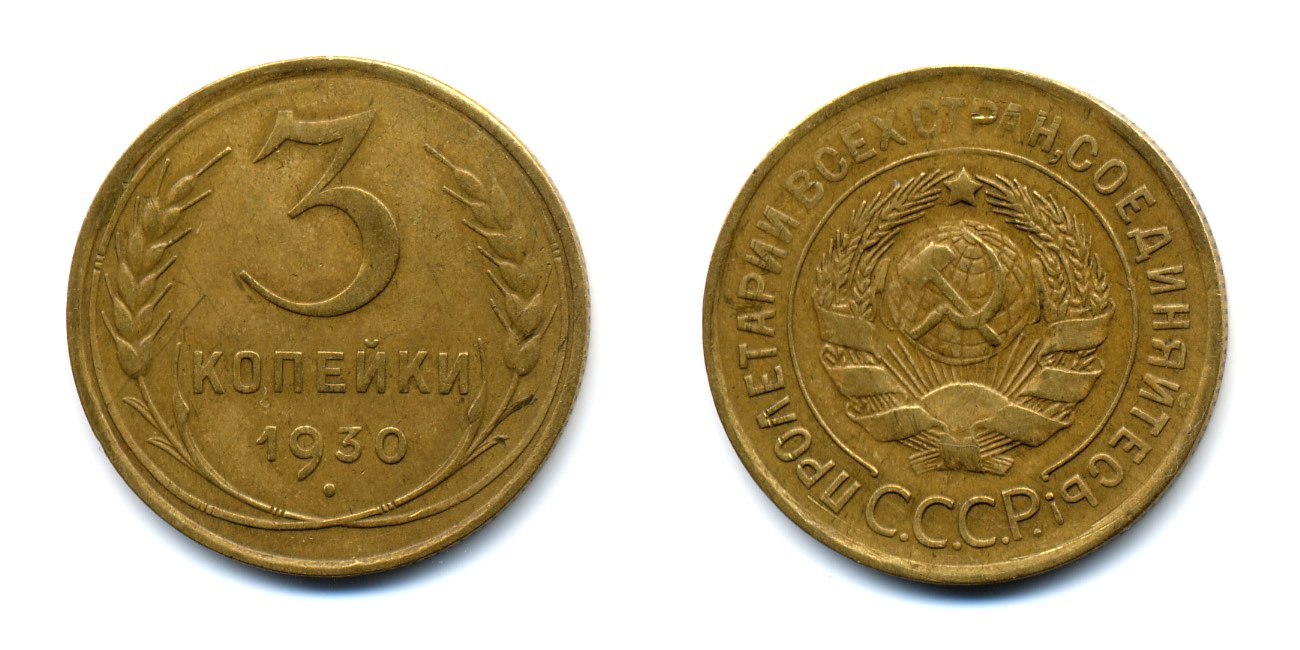
3 копейки, 1930 год
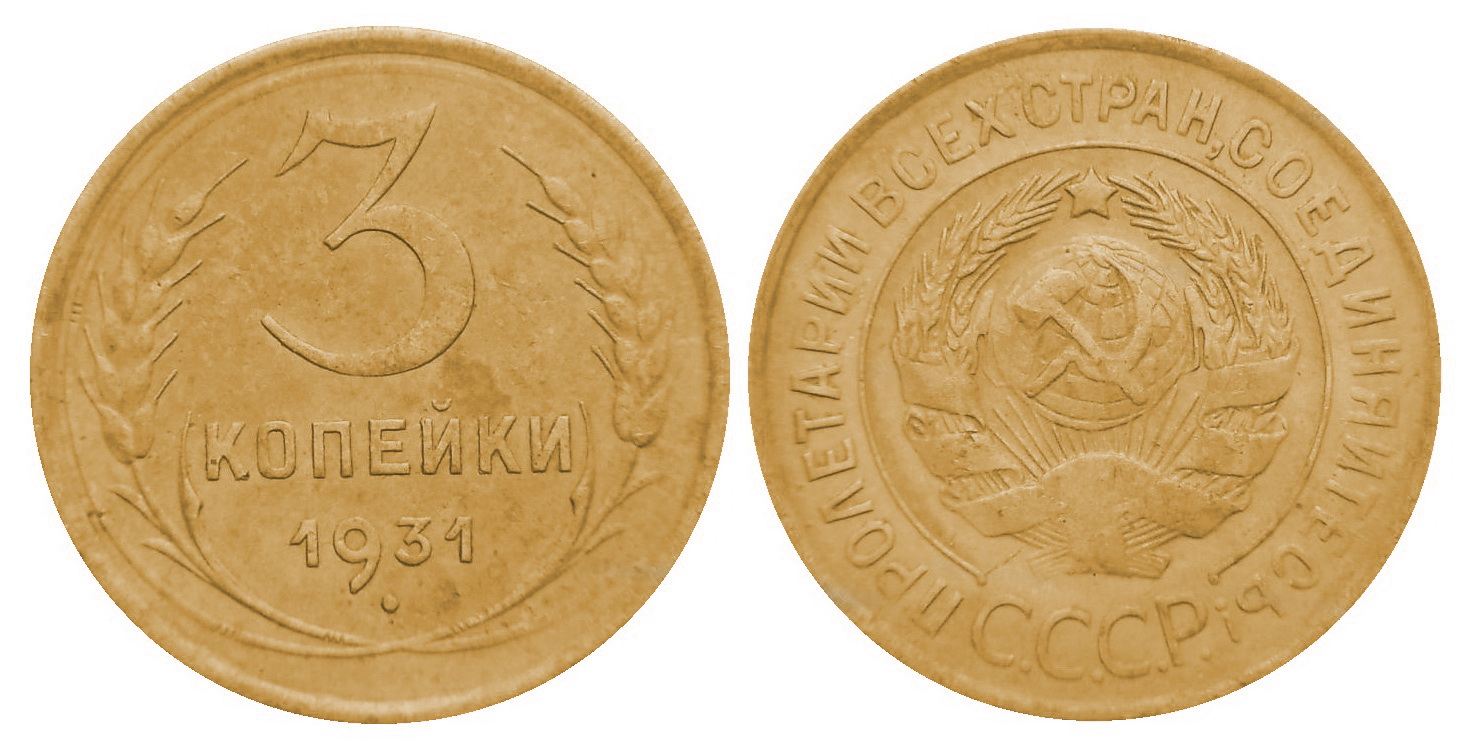
3 копейки, 1931 год
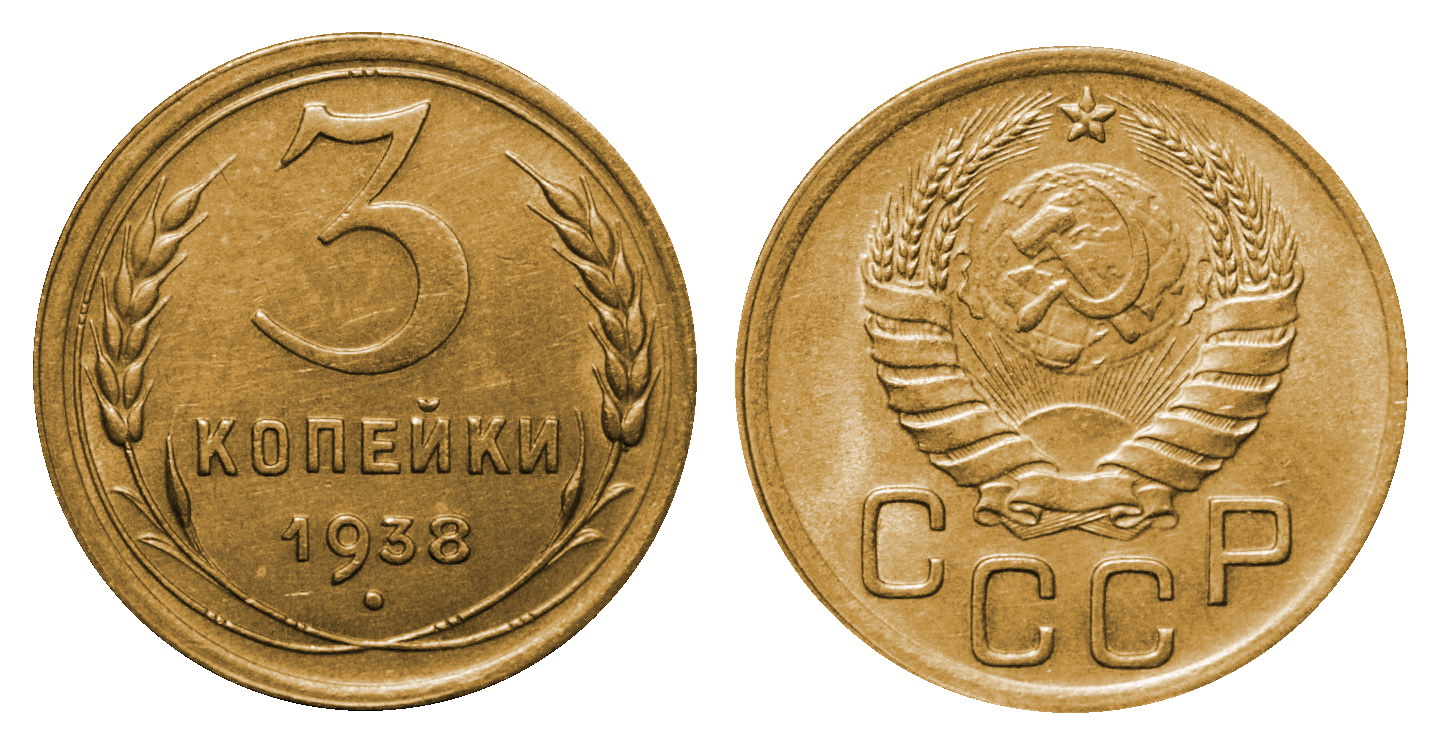
3 копейки, 1938 год
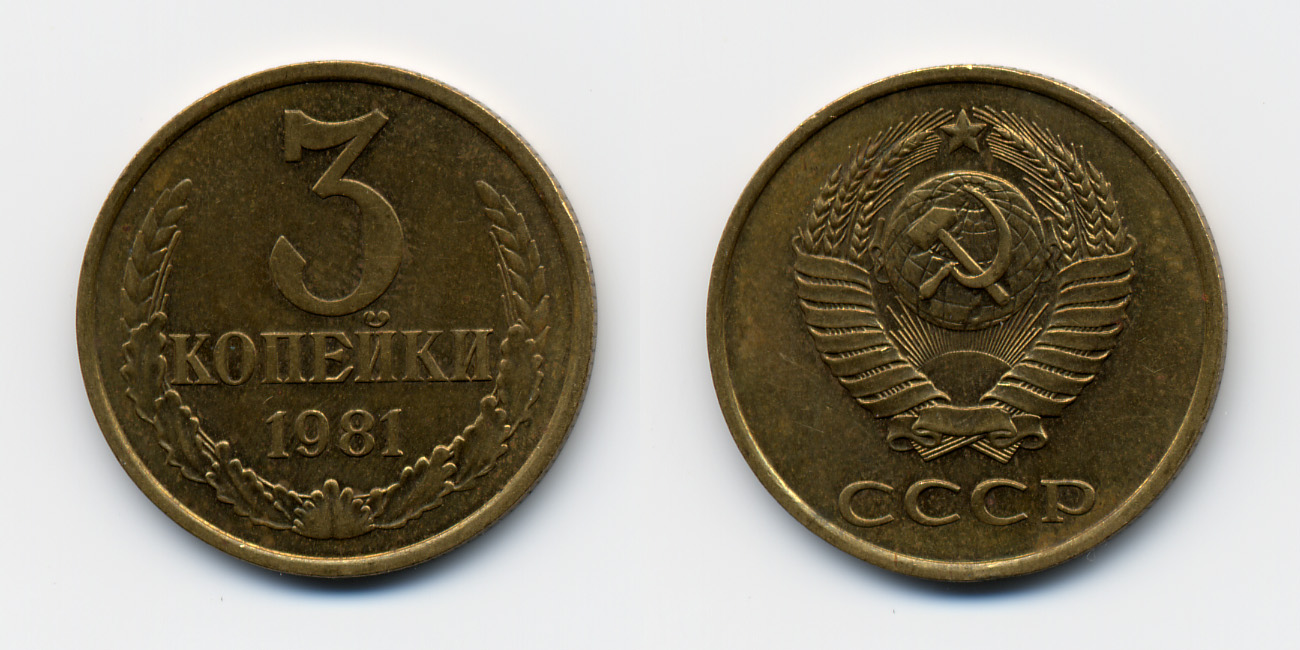
3 копейки, 1981 год